# Gottfried Stommel
Gottfried Stommel (* 13. Januar 1847 in Velbert; † 20. März 1933 in Düsseldorf) war ein deutscher Dramatiker, Schriftsteller und Librettist.

## Leben
Gottfried Stommel lebte in Düsseldorf, korrespondierte u. a. mit Hans Franck, der Cotta’schen Verlagsbuchhandlung und Friedrich Theodor Vischer. Er veröffentlichte einige Dramen und Dramenbearbeitungen. Es sind keine weiteren seiner Lebensdaten bekannt.

## Werke

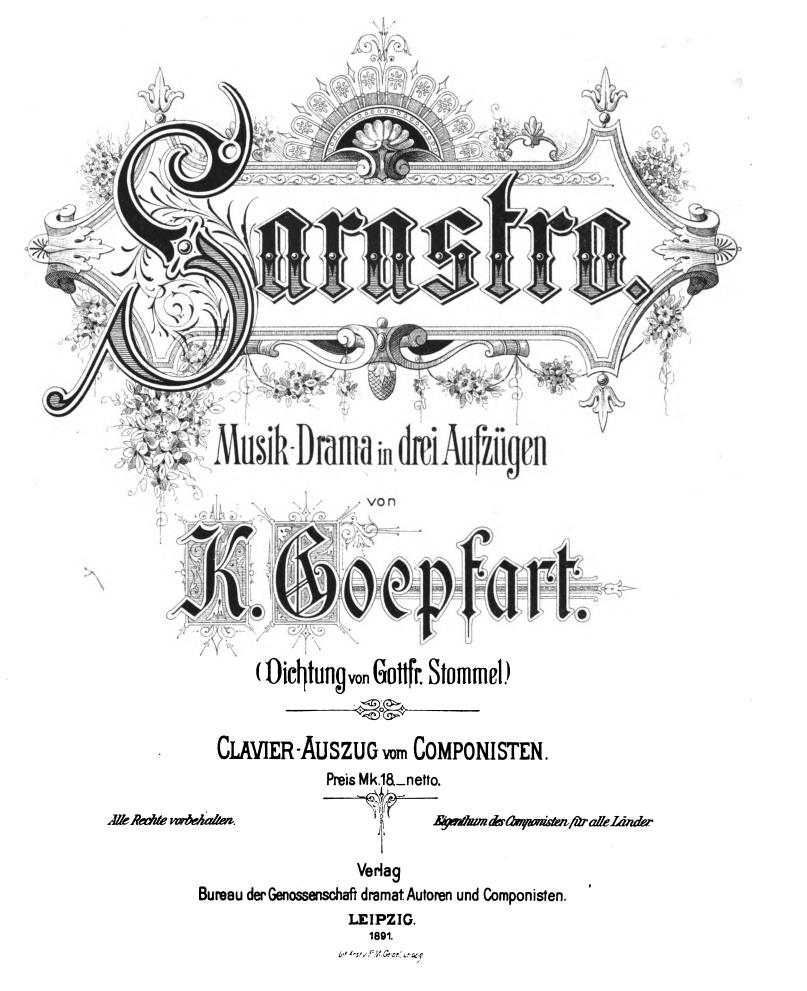
Titelblatt des Klavierauszugs der Oper Sarastro, 1891 in Leipzig erschienen

- Libretto der Oper Sarastro, basierend auf dem Fragment von Johann Wolfgang von Goethe zu Der Zauberflöte zweyter Theil, Musik komponiert von Karl Goepfart
- Skizzen und Studien, für Flöte und Klavier, op. 25.
- 1908: Der Weg nach Damaskus (Tragödie).
- 1911: Gerhart Hauptmanns Legendenspiel in vier Akten „Kaiser Karls Geisel“: Kritik und neuer 4. Akt.
- 1912: Etwas vom lieben Goll und anderes, was ihr auch nicht wollt.
- Heinrich von Kleist: Die Familie Schroffenstein (Tragödie, 4. Akt teilweise und 5. Akt von Gottfried Stommel, als Manuskript gedruckt).

## Vertonung seiner Werke
Sein Libretto der Oper Sarastro ist als klingender Klavierauszug anhörbar.